# Chaudes-Aigues (tổng)
Tổng Chaudes-Aigues là một tổng của Pháp, thuộc tỉnh Cantal trong vùng Auvergne-Rhône-Alpes.

## Các đơn vị trực thuộc
Le canton contient 12 xã:
- Anterrieux
- Chaudes-Aigues
- Deux-Verges
- Espinasse
- Fridefont
- Jabrun
- Lieutadès
- Maurines
- Saint-Martial
- Saint-Rémy-de-Chaudes-Aigues
- Saint-Urcize
- La Trinitat

## Lịch sử
| Ngày bầu cử                      | Tên                   | Đảng          | Chức vụ |
| -------------------------------- | --------------------- | ------------- | ------- |
| Dữ liệu trước năm 2004 không rõ. |                       |               |         |
| 21 mars 2004                     | Madeleine Baumgartner | Divers droite |         |